# Walter Pfeiffer (Grafiker)
Walter Pfeiffer (* 29. März 1946 in Beggingen) ist ein Schweizer Künstler, der in Zürich lebt und arbeitet. Er zählte lange Jahre zu den Untergrund-Fotografen im Umfeld schwuler Zines. Seine Arbeiten wurden erst ab den frühen 2000ern durch Beiträge für die Zeitschriften i-D oder Vogue einem weiteren Publikum bekannt.

## Leben
Nach einer Lehre als Dekorateur im Zürcher Discount-Kaufhaus EPA in den Jahren 1962 bis 1966 besuchte Pfeiffer von 1966 bis 1968 die Kunstgewerbeschule Zürich. 1969/70 folgte eine Ausbildung zum Grafiker am Warenhaus Globus in Zürich. Bis 1980 arbeitete Pfeiffer als freischaffender Grafiker. Ab etwa 1972 beschäftigte er sich zunehmend als Autodidakt mit der Fotografie. 1974 hatte er eine Einzelausstellung in der Galerie Li Tobler in Zürich. Seit Walter Pfeiffers Beteiligung an der legendären Gruppenausstellung «Transformer. Aspekte der Travestie» 1974 im Kunstmuseum Luzern wird sein Werk in der Kunst rezipiert. Eine breite Öffentlichkeit erreichte er allerdings erst zu Beginn des 21. Jahrhunderts, insbesondere nach dem Erscheinen seines Buchs «Welcome Aboard. Photographs 1980–2000» im Jahr 2001. Er unterrichtet seit den 1970er Jahren an der F+F Schule für Kunst und Design in Zürich, im gestalterischen Vorkurs, im Kunststudiengang und im Fotografiestudiengang.

## Werk
Werke Pfeiffers befinden sich heute u. a. im Kunsthaus Zürich, im Fotomuseum Winterthur, im Kunstmuseum Luzern, in der Berner Bundeskunstsammlung, in der Windsor Collection oder in der Sir Elton John Photography Collection.

## Bücher (Auszug)
- Walter Pfeiffer. 1970–1980. Betzel, Frankfurt/Main 1980 (Nachdruck: Ringier, Zürich 2004, ISBN 978-2-94027-138-2)
- Das Auge, die Gedanken, unentwegt wandernd. Nachbar der Welt, Zürich 1986, ISBN 3-907500-04-0
- Welcome Aboard, Photographs 1980–2000. Frey, Zürich 2001, ISBN 978-3-905509-32-8
- Night and Day. Hatje Cantz, Ostfildern 2007, ISBN 978-3-7757-1957-5
- Cherchez la femme! Frey, Zürich 2007, ISBN 978-3-905509-66-3
- Walter Pfeiffer: In Love with Beauty. Steidl, Göttingen 2009, ISBN 978-3-86521-870-4
- Chez Walti 2000–2022, Edition Patrick Frey, Zürich 2023, ISBN 978-3-907236-63-5

## Preise und Stipendien
- Eidgenössische Kunststipendien 1972, 1973
- Stipendium des Kantons Zürich 1977
- Preise für «Beste Plakate» 1973, 1979
- New-York-Stipendium der Stadt Zürich 1980
- Steo-Stiftung Küsnach 1981
- Genua-Atelier der Stadt Zürich 1989
- Werksemester der Zuger Kulturstiftung Landis & Gyr 1995
- Lifetime Award der Swiss Photo Academy 2017